# Juan Ignacio Cirac Sasturain

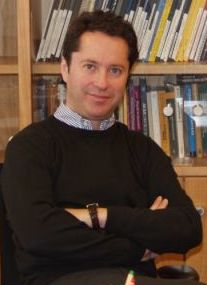
Juan Ignacio Cirac Sasturain

Juan Ignacio Cirac Sasturain, zitiert als Ignacio Cirac, (* 11. Oktober 1965 in Manresa, Spanien) ist ein spanischer Physiker und Hochschullehrer. Er ist Direktor der Abteilung Theorie am Max-Planck-Institut für Quantenoptik (MPQ) in Garching.

## Leben
Cirac studierte Theoretische Physik an der Universität Complutense Madrid und promovierte 1991, um anschließend als Profesor Titular an der Universität Kastilien-La Mancha zu lehren (1991–1996). Von 1996 bis 2001 war er Professor am Institut für Theoretische Physik der Universität Innsbruck, wo er unter anderem mit Peter Zoller auf dem Gebiet der Quanteninformatik arbeitete. Im Dezember 2001 wurde Cirac zum Direktor und wissenschaftlichen Mitglied des Max-Planck-Instituts für Quantenoptik berufen und 2002 zum Honorarprofessor an der TU München ernannt. Zudem ist er seit 2019 Mitglied beim Exzellenzcluster "Munich Center for Quantum Science and Technology" und seit 2016 Sprecher der International Max-Planck Research School Quantum Science and Technology. Von 2016 bis 2023 war Cirac Mitglied im Aufsichtsrat von Telefonica.
Seine Arbeitsschwerpunkte liegen auf den Gebieten der Quanteninformationstheorie, der Theorie entarteter Quantengase und stark korrelierter Systeme sowie der theoretischen Quantenoptik. Seine meistzitierte Arbeit (Stand: 2018) ist der gemeinsam mit Peter Zoller gemachte Vorschlag des Ionenfallen-Quantencomputers.

## Auszeichnungen
Cirac wurde mit der Ehrendoktorwürde der Universität Kastilien-La Mancha, der Universität Saragossa, der Universitat Politècnica de Catalunya, der Universität Valencia, der Europäischen Universität Madrid, der Universidad de Buenos Aires, der Universidade Da Coruña und der Universität Nebrija ausgezeichnet. 2006 erhielt er den spanischen Prinz-von-Asturien-Preis für Wissenschaftliche und technische Forschung. Unter anderem wurde er im Magazin Forbes zu den zehn Menschen gezählt, die die Welt verändern könnten.
2003 wurde er Fellow der American Physical Society. 2009 erhielt er den Carl-Zeiss-Forschungspreis, sowie, mit Peter Zoller, den spanischen BBVA Foundation Frontiers of Knowledge Award der Banco Bilbao Vizcaya Argentaria, einen der höchstdotierten Forschungspreise. Seit 2009 zählt ihn der Medienkonzern Clarivate aufgrund der Zahl seiner Zitierungen zu den Favoriten auf einen Nobelpreis (Clarivate Citation Laureates). 2010 erhielt er zusammen mit Peter Zoller und David Wineland die Benjamin-Franklin-Medaille für Physik. 2013 erhielt er die Ehrenmedaille des Niels-Bohr-Instituts. Ebenfalls 2013 wurde er mit dem Wolf-Preis für Physik ausgezeichnet.
Cirac erhielt 2015 den „Hamburger Preis für Theoretische Physik“.
2013 wurde er zum Mitglied der Real Academia de Ciencias Exactas, Físicas y Naturales gewählt. 2017 wurde er zum Mitglied der Leopoldina gewählt. Für 2018 wurde ihm die Max-Planck-Medaille zugesprochen 2019 wurde er mit dem Preis der Micius Quantum Foundation (Micius-Preis) ausgezeichnet, 2019 mit dem John Stewart Bell Prize. 2020 wurde Cirac in die Bayerische Akademie der Wissenschaften gewählt, 2024 zum Mitglied der National Academy of Sciences. 2025 wurde Cirac Mitglied der Academia Europaea.